# Francis Triesnecker
Franz de Paula Triesnecker (* 2. April 1745 in Mallon, Kirchberg am Wagram; † 29. Januar 1817 in Wien) war ein österreichischer Astronom, Geodät, Mathematiker, Philosoph und Theologe. Er gehörte dem Jesuitenorden an. Nach ihm sind der Mondkrater Triesnecker und eine Rillenstruktur auf dem Mond benannt.

## Leben
1761 trat Triesnecker in den Jesuitenorden ein. Von 1764 bis 1768 absolvierte er die Studien alte Sprachen in Szakolcz, Philosophie in Wien und Mathematik und Sprachen in Tyrnau. Er wurde 1774 zum Subdiakon, Diakon und Priester geweiht. Nach dem Tode Maximilian Hells 1792 wurde Triesnecker sein Nachfolger als Direktor der Universitätssternwarte Wien. 1794 wurde er zum auswärtigen Mitglied der Göttinger Akademie der Wissenschaften gewählt. 1796 erfolgte die Vermessung Galiziens durch ihn gemeinsam mit Georg Mezburg. Nach dessen Tod 1798 setzte Triesnecker die von Anton Pilgram und Mezburg begonnene Landaufnahme von Niederösterreich fort. Seit 1808 war er auswärtiges Mitglied der Bayerischen Akademie der Wissenschaften. 1809 erhielt Triesnecker den österreichisch-kaiserlichen Leopold-Orden. 1812 wurde er als korrespondierendes Mitglied in die Russische Akademie der Wissenschaften in Sankt Petersburg aufgenommen.

## Werke
- 1787: Dissertatio Lalandi de novo Planeta latine reddita
Bericht Lalandes über den neuen Planeten (Uranus 1781), ins Lateinische übersetzt
- 1788: Tabulae Mercurii juxta Mayeri Göttingensis Elementa
Tafeln des Merkur nach den Elementen Mayers in Göttingen
- 1789: Tabulae Martis novae ex propriis Elementis constructae
Neue Tafeln des Mars, aus den eigenen Elementen berechnet
- 1790: Novae Veneris Tabulae ex propriis Elementis constructae
Neue Tafeln der Venus, aus den eigenen Elementen berechnet
- 1791: Methodus figuram telluris ex Eclipsibus Solis deducendi
Eine Methode, die Gestalt der Erde aus Sonnenfinsternissen abzuleiten
- 1792: De proprio Motu Stellarum fixarum in Rectascensionem et Declinationem
Über die Eigenbewegung der Fixsterne in Rektaszension und Deklination
- 1793: Tabulae solares novae ex observationibus deductae et ad Meridianum Parisiensem constructae
Neue Sonnentafeln, aus der Beobachtung hergeleitet und für den Pariser Meridian berechnet
- 1793: De Diminutione Obliquitatis eclipticae saeculari Commentarius
Bemerkung über die fortschreitende Verringerung der Schiefe der Ekliptik
- 1794: De Massa Veneris
Über die Masse der Venus
- 1795: De usu Aberrationis luminis in tectione Stellarum fixarum per Lunam
Über die Berücksichtigung der Aberration des Lichts bei der Bedeckung der Fixsterne durch den Mond
- 1796: Diameter apparens solis, lunae et planetarum cum micrometro objectivo observatus
Der scheinbare Durchmesser der Sonne, des Mondes und der Planeten mit dem Objektivmikrometer beobachtet
- 1797: Differentiae Satellitum Jovis ope micrometri objectivi Dolandini observatae
Abstände der Monde des Jupiters, beobachtet mit Hilfe des Objektivmikrometers von Dollond
- 1798: Catalogus fixarum Caillianus novis observationibus restauratus
Lacailles Katalog der Fixsterne, durch neue Beobachtungen verbessert
- 1799: Longitudines Geographicae variorum locorum e Solis Eclipsibus et fixarum deductae
Geographische Längen verschiedener Orte, durch Sonnenfinsternisse und Bedeckungen von Fixsternen bestimmt
- 1800: Item Longitudines geographicae
Weitere geographische Längen
- 1801: Longitudines geographicae variorum tum Europae tum Americae locorum
Geographische Längen von verschiedenen Orten in Europa und Amerika
- 1802: Determinationes Longitudinis geographicae diversorum locorum ex Eclipsibus solis et occultationibus fixarum per lunam deductae
Bestimmung der geographischen Längen verschiedener Orte, wie sie aus Sonnenfinsternissen und Bedeckungen von Fixsternen durch den Mond abzuleiten sind
- 1803: Defensio valoris Tabularum suarum lunarium ex plurium pluribus in locis institutis observationibus
Verteidigung der Zuverlässigkeit seiner Mondtafeln aus vielen in zahlreichen Orten durchgeführten Beobachtungen
- 1804: Longitudines et latudines fixarum ad annum 1800 cum praecessione
Längen und Breiten der Fixsterne für das Jahr 1800 mit Präzession
- 1804: De Stella duplici, quae media in cauda ursae majoris
Über den Doppelstern, der mitten im Schweif des großen Bären liegt
- 1805: Novae Martis Tabulae cum perturbationibus
Neue Tafeln des Mars mit Berücksichtigung der Störungen
- 1805: Elevatio Poli Vindobonensis Liesganigiana vindicata
Über die von Liesganig festgestellte Polhöhe von Wien
- 1805: Elevatio Poli Vindobonensis ope Sextantis Anglicani 10 pollicum explorata
Über die Polhöhe von Wien, untersucht mit Hilfe eines zehnzölligen englischen Sextanten
- 1806: Novae Mercuri Tabulae
Neue Tafeln des Merkur
- 1806: Longitudines locorum geographicae ex occultationibus fixarum Solisque Eclipsibus
Geographische Ortslängen, bestimmt durch Sternbedeckungen und Sonnenfinsternisse
- 1806: Longitudines geographicae littorum, quae Cookius decursu circumvectionis maritimae adiit, ex observationibus astronomicis stabilitae
Die geographischen Längen der Küsten, die James Cook im Verlaufe der Meeresumsegelung anlief, aus den astronomischen Beobachtungen sicher bestimmt